# Pantydia metaphaea
Pantydia metaphaea là một loài bướm đêm trong họ Erebidae.